# Mendoza (zoologia)
Mendoza Peckham & Peckham, 1894 è un genere di ragni appartenente alla famiglia Salticidae.

## Distribuzione
Le otto specie oggi note di questo genere sono diffuse in Eurasia e Africa settentrionale: ben cinque specie sono state rinvenute in Russia che, alla pari con il Giappone, annovera due endemismi.
In Italia è stata reperita una sola specie di questo genere, la M. canestrinii

## Tassonomia
Questo genere è stato rimosso dalla sinonimia con Marpissa C. L. Koch, 1846, a seguito di uno studio dell'aracnologo Logunov del 1999.
A dicembre 2010, si compone di otto specie:
- Mendoza canestrinii (Ninni, 1868)[3] — Africa settentrionale, Regione paleartica (presente in Italia)
- Mendoza dersuuzalai (Logunov & Wesolowska, 1992) — Russia
- Mendoza elongata (Karsch, 1879) — Russia, Cina, Corea, Giappone
- Mendoza ibarakiensis (Bohdanowicz & Prószynski, 1987) — Giappone
- Mendoza nobilis (Grube, 1861) — Russia, Corea, Cina
- Mendoza pulchra (Prószynski, 1981) — Russia, Cina, Corea, Giappone
- Mendoza ryukyuensis Baba, 2007 — Giappone
- Mendoza zebra (Logunov & Wesolowska, 1992) — Russia

### Specie trasferite
- Mendoza carlini Peckham & Peckham, 1903; trasferita al genere Menemerus Simon, 1868, con la denominazione di Menemerus carlini (Peckham & Peckham, 1903), a seguito di uno studio dell'aracnologa Wesolowska del 1999[1].